# 안드레이 메사로시
안드레이 메사로시(슬로바키아어: Andrej Meszároš, 슬로바키아어 발음: [ˈandrej ˈmesaːrɔʂ], 1985년 10월 13일~)는 슬로바키아의 은퇴한 아이스하키 선수로 포지션은 수비수이다. 내셔널 하키 리그(NHL)의 오타와 세너터스, 탬파베이 라이트닝, 필라델피아 플라이어스, 보스턴 브루인스, 버펄로 세이버스 소속으로 뛰었다. 그는 NHL 통산 645경기 출전했으며, 46득점을 기록했다.
국제 대회에 슬로바키아 국가대표로 참가하였으며, 올림픽에 3번(2006년, 2010년, 2014년) 출전했다.